# LONELY (2NE1の曲)
「LONELY」（ロンリー）は、韓国のヒップホップグループ2NE1の楽曲。グループ2作目のミニ・アルバム『NOLZA』からのシングルとして2011年5月11日に発売された。

## 背景
「LONELY」はギター、ベース、ストリングスなどの弦楽器だけで構成されたポップスロー曲である。YGエンターテインメントを訪れ、この歌は事前に聴いたウィル・アイ・アムは「とても新鮮」との評価を与えた。同社のヤン・ヒョンソク代表をウィル・アイ・アムが「新鮮」との評価をした理由は、この歌が世界的な傾向になった速く強いエレクトロニックやハウスのジャンルではない上に、機械音（オートチューン）を一切使用しない「100%のアナログな感性を持ったスロー曲」である為だろうと述べた。

## ミュージック・ビデオ
ミュージック・ビデオの監督はハン・サンスンが務めた。2NE1がビデオの中で身に着けた衣装はバルマンのもので、衣装代は2億ウォンかかっている。なお、PVの制作費は1億5千万ウォンの為、「PV制作費より高い衣装」として注目を浴びた。PVはYouTubeにおいて、2011年上半期の韓国国内で最も多く視聴された動画になった。

## チャート
| チャート（2011年）               | 最高 順位 |
| -------------------------------- | --------- |
| 韓国・ガオンデジタル総合チャート | 1         |

## 発売日一覧
| 地域 | 情報          | 規格                   | レーベル               |
| ---- | ------------- | ---------------------- | ---------------------- |
| 韓国 | 2011年5月11日 | デジタル・ダウンロード | YGエンターテインメント |
| 日本 | 2011年9月14日 | 着信音                 | YGEX                   |